# 摩納哥國徽
摩納哥國徽也是親王徽。中心圖案為一盾徽，繪有紅白相間的菱形，外飾以聖夏爾勳章。護盾的兩位揮劍的修士，代表在1297年協助佛朗索瓦·格里馬爾迪攻克摩納哥的士兵，所站之飾帶書有「天主相助」的格言。圍以斗蓬，上為親王冠。